# Scopulodontia latemarginata
Scopulodontia latemarginata är en svampart som först beskrevs av Narcisse Theophile Patouillard, och fick sitt nu gällande namn av Nakasone 2003. Scopulodontia latemarginata ingår i släktet Scopulodontia, ordningen Russulales, klassen Agaricomycetes, divisionen basidiesvampar och riket svampar.   Inga underarter finns listade i Catalogue of Life.